# Banco de desarrollo

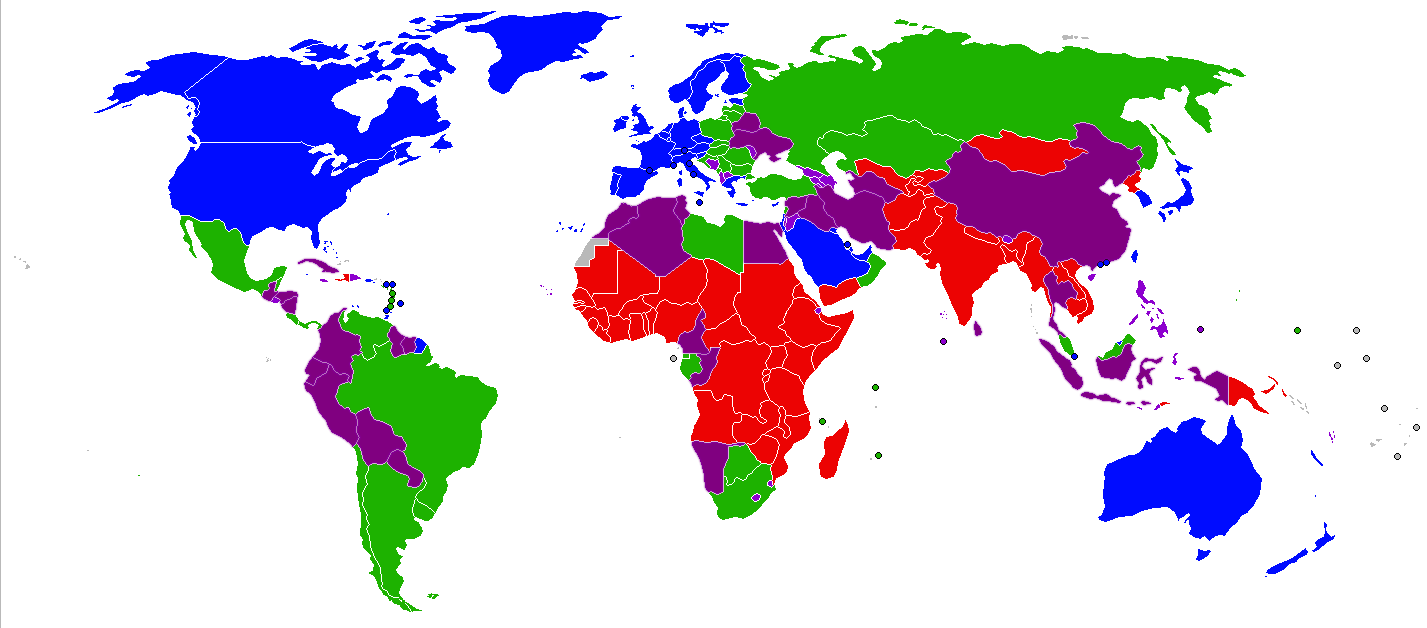
Países de altos (azul), medios (verde y violeta) y bajos ingresos (rojo) en 2006. Fuente: Banco Mundial, el mayor banco de desarrollo.

Un banco de desarrollo es una institución financiera creada por un Estado o varios Estados (países) con el objeto de financiar, normalmente a una tasa de interés inferior a la del mercado (o con otras ventajas, llamadas "condiciones concesionales" —como un plazo de carencia más largo— para diferenciarlas de las "condiciones comerciales" ofrecidas por los bancos privados), proyectos cuya finalidad es promover el desarrollo económico de una determinada región o grupo de países. 
Por lo general el capital del banco lo forman las contribuciones de los Estados miembros, los cuales, según el monto de su aportación, tienen un voto ponderado en el directorio y otros órganos de toma de decisiones.

## Tipos de bancos de desarrollo
- Por la nacionalidad de sus accionistas pueden ser multilaterales (cuando los accionistas son varios países soberanos, e incluso instituciones financieras internacionales) o nacionales.
- Por su ámbito geográfico de actuación los multilaterales pueden ser mundiales, continentales (se usa el anglicismo "regionales") o subcontinentales (subregionales).

### Bancos de desarrollo mundiales
- Banco Mundial

### Bancos de desarrollo regionales
- Banco Africano de Desarrollo
- Banco Asiático de Desarrollo
- Banco Asiático de Inversión en Infraestructura
- CAF - Banco de Desarrollo de América Latina y el Caribe
- Banco Europeo de Inversiones
- Banco Europeo para la Reconstrucción y el Desarrollo
- Banco de Desarrollo del Consejo de Europa
- Banco Interamericano de Desarrollo

### Bancos de desarrollo subregionales
(se pretende que la lista sea exhaustiva, es decir, que estén todos los actualmente operativos; orden alfabético)
- Banco Africano de Desarrollo y Comercio del Este y Sureste (también conocido como PTA Bank y como Banco del Área de Comercio Preferencial)
- Banco Africano de Importación y Exportación (conocido como Afreximbank)
- Banco Árabe para el Desarrollo Económico en África
- Banco Centroamericano de Integración Económica
- Banco de Comercio y Desarrollo de la Organización de Cooperación Económica
- Banco de Comercio y Desarrollo del Mar Negro
- Banco de Desarrollo del África Occidental (también conocido como Banco de Desarrollo del Oeste Africano)
- Banco de Desarrollo de África Oriental
- Banco de Desarrollo de América del Norte
- Banco de Desarrollo del Caribe
- Banco de Desarrollo de los Estados del África Central
- Banco de Desarrollo Euroasiático
- Banco de Inversión y Desarrollo de la CEDEAO (Comunidad Económica de Estados de África Occidental)
- Banco Internacional de Inversiones
- Banco Islámico de Desarrollo
- Banco Nórdico de Inversión
- Corporación Financiera Africana
- Nuevo Banco de Desarrollo, antes denominado Banco de Desarrollo del grupo BRICS, fundado por las naciones integrantes del grupo BRICS en 2013 y con sede en Shanghái China).[2][3][4][5]

### Instituciones financieras internacionales de funciones análogas a los bancos de desarrollo multilaterales, pero que no son estrictamente bancos
- Alianza Mundial para Vacunas e Inmunización (International Finance Facility for Immunisation)
- Fondo árabe para desarrollo económico y social
- Fondo Financiero para el Desarrollo de los Países de la Cuenca del Plata (FONPLATA)
- Fondo Internacional de Desarrollo Agrícola
- Fondo OPEP para el Desarrollo Internacional
- Fondo para el Medio Ambiente Mundial
- Fondo Verde del Clima

No se incluyen fondos, aunque sean jurídicamente independientes, como el Fondo Africano de Desarrollo o la Asociación Internacional de Fomento, que pertenezcan al entorno de un banco de desarrollo multilateral ya citado.
Tampoco están en la lista bancos de desarrollo secundarios que pertenecen a un grupo principal, como la Corporación Islámica para el Desarrollo del Sector Privado (que forma parte del Grupo Banco Islámico de Desarrollo) o la Corporación Financiera Internacional (que forma parte del Grupo Banco Mundial).

### Bancos de desarrollo nacionales
(lista NO exhaustiva; solo están los bancos de desarrollo nacionales operativos de los que se tiene noticia, por orden alfabético de países y luego, de bancos; los enlazados tienen página en la Wikipedia en español; otros, en la Wikipedia inglesa; otros, en la del idioma de su país, y otros no tienen página en ninguna Wikipedia)

#### Alemania
- Banco de Desarrollo de Sajonia
- KfW

#### Argentina
- Banco Ciudad de Buenos Aires
- Banco de Inversión y Comercio Exterior (BICE; este mismo acrónimo también es empleado por un banco chileno que no es de desarrollo)
- Banco del Chubut
- Banco de la Nación Argentina
- Banco de la Provincia de Buenos Aires (BAPRO)
- Fondo de Garantías de Buenos Aires (FOGABA)

#### Austria
- Empresa Austriaca de Servicios Económicos (Austria Wirtschaftsservice Gesellschaft mbH; utiliza las siglas en minúsculas aws)[7]

#### Baréin
- Banco de Desarrollo de Baréin[8]

#### Belice
- Corporación Financiera de Desarrollo (Development Finance Corporation, DFC)[9]

#### Bolivia
- Banco de Desarrollo Productivo

#### Botsuana
- Banco Nacional de Desarrollo de Botsuana[8]

#### Brasil
- Banco de la Amazonia (Banco da Amazônia)
- Banco de Brasil (Banco do Brasil)
- Banco de Desarrollo de Minas Gerais (Banco de Desenvolvimento de Minas Gerais, BDMG)
- Banco del Estado de Río Grande del Sur (Banco do Estado do Rio Grande do Sul, Banrisul)
- Banco Nacional de Desarrollo Económico y Social (Banco Nacional de Desenvolvimento Econômico e Social, BNDES)
- Banco del Nordeste (Banco do Nordeste)
- Banco Regional de Desarrollo del Extremo Sur (Banco Regional de Desenvolvimento do Extremo Sul, BRDE)

#### Bulgaria
- Banco de Desarrollo de Bulgaria

#### Camboya
- Banco para la Inversión y el Desarrollo de Camboya

#### Canadá
- Banco de Desarrollo de Canadá
- Banco de Desarrollo Empresarial de Canadá (Business Development Bank of Canada)[8]

#### Catar
- Banco de Desarrollo de Catar[8]

#### Chile
- Banco Estado
- Corporación de Fomento de la Producción (CORFO)
- Instituto Nacional de Desarrollo Agropecuario (INDAP)

#### China
- Banco de Desarrollo de China
- Banco de Desarrollo de Shanghái Pudong[8]
- Banco de Importación y Exportación de China (Chexim)
- Banco Industrial y Comercial de China

#### Colombia
- Bancóldex
- Financiera del Desarrollo (FINDETER)[9]
- Financiera de Desarrollo Nacional (FDN)[10]
- Fondo para el Financiamiento del Sector Agropecuario (FINAGRO)
- Instituto para el Desarrollo de Antioquia (IDEA)

#### Comoras
- Banco de Desarrollo de Comoras

#### Corea del Sur
- Banco de Desarrollo de Corea

#### Costa Rica
- Banco Nacional de Costa Rica (BNCR)[9]
- Banco Popular y de Desarrollo Comunal[9]

#### Croacia
- Banco Croata de Reconstrucción y Desarrollo

#### Cuba
- Banco de Crédito y Comercio (BANDEC)[9]

#### Curaçao
- Corporación para el Desarrollo de Curaçao (KORPODEKO)[9]

#### Ecuador
- Banco Codesarrollo (Banco Desarrollo de los Pueblos)
- Banco de Desarrollo del Ecuador B.P. (BdE)
- Banco del Instituto Ecuatoriano de Seguridad Social (BIESS)[9]
- BanEcuador B.P.[9]
- Corporación Financiera Nacional B.P. (CFN)[9]

#### El Salvador
- Banco de Desarrollo de El Salvador (BANDESAL)[9]
- Banco de Fomento Agropecuario (BFA)[9]
- Federación de Cajas de Crédito y de Bancos de los Trabajadores (FEDECRÉDITO)[9]

#### Etiopía
- Banco de Desarrollo de Etiopía

#### España
- Instituto de Crédito Oficial (ICO)[11]

#### Fiyi
- Banco de Desarrollo de Fiyi

#### Filipinas
- Banco de Desarrollo de Filipinas

#### Francia
- PROPARCO,[8] filial de la Agencia Francesa para el Desarrollo

#### Guatemala
- Banco de Desarrollo Rural, S.A. (BANRURAL)[9]
- Crédito Hipotecario Nacional (CHN)[9]

#### Haití
- Banco Nacional de Crédito (Banque Nationale de Crédit, BNC)[9]

#### Honduras
- Banco Nacional de Desarrollo Agrícola (BANADESA)[9]
- Banco Hondureño para la producción y la Vivienda (Banhprovi)[9]

#### Hungría
- Banco Húngaro de Desarrollo MFB[8]

#### India
- Banco de Desarrollo de Pymes de India (Small Industries Development Bank of India)
- Banco de Desarrollo Industrial de India (Industrial Development Bank of India)[8]
- Banco Nacional para la Agricultura y el Desarrollo Rural (National Bank for Agriculture and Rural Development, NABARD)
- Corporación India de Finanzas Industriales (Industrial Finance Corporation of India)[8]

#### Indonesia
- Banco Exim de Indonesia

#### Japón
- Banco de Desarrollo de Japón[12]
- Banco Japonés de Cooperación Internacional (JBIC)[13]

#### Kenia
- Banco de Desarrollo de Kenia

#### Kuwait
- Banco Industrial de Kuwait[8]

#### Macedonia del Norte
- Banco de Desarrollo de Macedonia del Norte

#### Malí
- Banco de Desarrollo de Malí

#### Marruecos
- Caja de Ahorros y de Gestión (Caisse de Dépôt et de Gestion)

#### México
En México la banca de desarrollo está formada por bancos dirigidos por el Gobierno federal cuyo propósito es desarrollar a ciertos sectores (agricultura, piezas de automóviles, textil), atender y solucionar problemáticas de financiamiento regional o municipal, o fomentar ciertas actividades (exportación, desarrollo de proveedores, creación de nuevas empresas). Se les dice de segundo piso porque sus programas de apoyo o líneas de financiamiento las llevan a cabo a través de los bancos comerciales, que quedan en primer lugar ante las empresas o usuarios que solicitan el préstamo. Dichos bancos de desarrollo son, en México, entidades de la Administración Pública Federal, con personalidad jurídica y patrimonio propios, constituidas con el carácter de Sociedades Nacionales de Crédito, cuyo objetivo fundamental es el de facilitar el acceso al financiamiento a personas físicas y morales (jurídicas), así como proporcionarles asistencia técnica y capacitación en los términos de sus respectivas leyes orgánicas. Cabe mencionar que en el desempeño de sus funciones, la banca de desarrollo deberá preservar y mantener su capital garantizando la sostenibilidad de su operación, mediante la canalización eficiente, prudente y transparente de sus recursos. Los principales son:
- Banco del Bienestar (antes Banco del Ahorro Nacional y Servicios Financieros, Bansefi)
- Banco Nacional de Comercio Exterior (BANCOMEXT)
- Banco Nacional de Obras y Servicios Públicos (BANOBRAS)
- Financiera Nacional de Desarrollo Agropecuario, Rural, Forestal y Pesquero  (FND)
- Fondo de Capitalización e Inversión del Sector Rural (FOCIR)
- Nacional Financiera (NAFIN)
- Banco Nacional del Ejército, Fuerza Aérea y Armada, S.N.C. (BANJERCITO)[15]
- Fideicomisos Instituidos en Relación con la Agricultura (FIRA)[15]
- Sociedad Hipotecaria Federal, S.N.C. Fondo de Operaciones y Financiamiento Bancario a la Vivienda (SHF)[15]

#### Namibia
- Banco de Desarrollo de Namibia

#### Nicaragua
- Banco de Fomento a la Producción (BFP)[9]

#### Países Bajos
- Compañía Holandesa para la Financiación del Desarrollo (Financierings-Maatschappij voor Ontwikkelingslanden)

#### Panamá
- Banco de Desarrollo Agropecuario (BDA)[9]
- Banco Hipotecario Nacional (BHN)[9]
- Caja de Ahorro[9]

#### Pakistán
- Banco de Desarrollo Industrial de Pakistán[8]

#### Paraguay
- Agencia Financiera de Desarrollo (AFD)[9]
- Banco Nacional de Fomento (BNF)[9]
- Crédito Agrícola de Habilitación (CAH)[9]

#### Perú
- Banco Agropecuario – Agrobanco
- Banco de la Nación
- COFIDE (antes Corporación Financiera de Desarrollo; no debe confundirse con COFIDES, que es una empresa española de financiación al desarrollo)

#### Polonia
- Banco de Desarrollo de Polonia (Bank Gospodarstwa Krajowego, BGK)

#### República Dominicana
- Banco Agrícola de la República Dominicana (BAGRÍCOLA)[9]
- Banco de Reservas de la República Dominicana (BR)[9]
- Banco de Desarrollo y Exportaciones (BANDEX)[9]

#### Rusia
- Banco Estatal Ruso para Desarrollo y Asuntos Económicos Extranjeros (Vnesheconombank)
- Corporación de Desarrollo del Estado (VEB.RF)[8]

#### Singapur
- Banco de Desarrollo de Singapur

#### Sudáfrica
- Banco de Desarrollo de África del Sur (Development Bank of Southern Africa, DBSA, la región geográfica; si fuera "de Sudáfrica", el país, se llamaría of South Africa)

#### Turquía
- Banco de Desarrollo Industrial de Turquía
- Banco de Desarrollo e Inversión de Turquía (Turkiye Kalkınma ve Yatırım Bankası, TKYB)[8]

#### Tonga
- Banco de Desarrollo de Tonga

#### Uganda
- Banco de Desarrollo de Uganda[8]

#### Uruguay
- Agencia Nacional de Desarrollo (ANDE)[9]
- Banco de la República Oriental del Uruguay (BROU)[9]
- Banco Hipotecario del Uruguay (BHU)[9]

#### Venezuela
- Banco de Comercio Exterior (BANCOEX)[9]
- Banco de Desarrollo Económico y Social de Venezuela (Bandes)
- Sociedad Nacional de Garantías Recíprocas para la Mediana y Pequeña Industria, S.A. (SOGAMPI)[9]

#### Vietnam
- Banco para la Inversión y el Desarrollo de Vietnam

#### Zimbabue
- Banco de Desarrollo de Infraestructura de Zimbabue